# レア＝スターク
レア＝スターク（Rea Stark、*1983年6月11日 - ）は、スイスの企業家、投資家、クロアチア系デザイナーである。ザンクト・ガレン生まれ。

## 人物と経歴
スタークはザンクト・ガレンのGBSデザインスクールを卒業した後、自身のデザイン会社を設立し、ソニー、LG、キャノン、ネスプレッソを主とする企業のインダストリアルデザイナーとしてプロジェクトに取り組んだ。
スタークは、フォルクスワーゲングループの元CEOであるフェルディナンド・ピエヒの息子アントン・ピエヒとともに、2016年、チューリッヒにPiëch Automotive（ピエヒ・オートモーティヴ）を設立した。
2020年、スタークはクウォンタムグループ（Quantum Group）を設立し、フォルクスワーゲングループにランボルギーニブランドの買収案として115億ドルを提示し、[2] これが世界的なニュースとして取り沙汰されることになった。
この売却についてフォルクスワーゲングループはこれまで一貫して拒否している（2021年6月現在）。
2020年末、スタークはPiëch Automotiveの共同CEOとしての役職を辞任し、自身の声明によればこれをもって同社の経営事業から撤退したものの、今後もチーフデザインオフィサーとしてクリエイティブ部門を率いる。
チューリッヒ在住。

## 受賞歴（抜粋）
ドイツデザイン賞（2020年）
スイスデザイン賞（2019年）